# José Manuel Esnal
Pour les articles homonymes, voir Esnal.
José Manuel Esnal Pardo dit Mané (né le 25 mars 1950 à Balmaseda dans la province de Biscaye dans le Pays basque espagnol) est un entraîneur de football espagnol.

## Biographie

### UE Lleida
Mané rejoint UE Lleida en 1988 et les emmène de la Segunda División B à La Liga. En 1990, ils sont sacrés champions de la Segunda División B puis de la Segunda División en 1993. La saison suivante en 1993-94, Mané fait ses débuts en Liga. Avec une victoire 1-0 sur la Dream Team du Barça au Camp Nou puis une victoire 2-1 au Camp d'Esports contre le Real Madrid CF, UE Lleida ne gagnera que cinq autres matchs et sera relégué. La saison 1994-95 voit l'UE Lleida finir troisième en Segunda División puis perdre les play-off de promotion contre Sporting Gijón. 

### Deportivo Alavés
Après des parcours infructueux au RCD Majorque et à Levante UD, Mané rejoint Deportivo Alavés en 1997. Il les avait déjà entraînés durant la saison 1984-85, et les emmène au titre de Segunda División en 1998. Il atteint durant la même année les demi-finales de la Copa del Rey, après avoir sortis le Real Madrid CF en 16e de finale et le Deportivo La Corogne en quarts-de-finale, avant de perdre contre le RCD Majorque. Lors de la saison 1998-99, Alavés finit 16e de La Liga, puis 6e en 2000 grâce notamment à Julio Salinas, puis se qualifie pour la coupe UEFA 2000-2001. Durant la saison, ils battent le futur champion du Deportivo La Corogne. Ils battent en 2000 les deux finalistes de la Ligue des champions 2000, le Real Madrid CF et Valence CF. 
En 2001, Alavés atteint la finale de la Coupe UEFA 2000-2001. Après avoir battus l'Inter Milan et le Rayo Vallecano aux tours précédents, ils perdent en finale contre Liverpool. Sous Mané, Alavés finit septième de La Liga durant la saison 2001-02 et se qualifie pour la coupe UEFA 2002-2003.

## Palmarès
UE Figueres
- Segunda División B
  - Promotion 1985-86

UE Lleida
- Segunda División
  - Vainqueur 1992-93
  - Troisième :  1994-95
- Segunda División B
  - Vainqueur 1989-90
- Copa Catalunya
  - Finaliste 1992, 1999
- Ciutat de Lleida : 2
  - 1992, 1994

Deportivo Alavés
- Segunda División
  - Vainqueur 1997-98
- Coupe UEFA
  - Finaliste 2001

Levante UD
- Segunda División
  - Troisième, Promotion 2005-06